# Batalha de Ortona
A Batalha de Ortona foi uma batalha pequena, contudo extremamente feroz, lutada em Ortona, na costa do mar Adriático na parte central da Itália, pela 1ª Divisão Canadense contra um batalhão de elite dos paraquedistas alemães Fallschirmjäger encarregados de defender a cidade, entre 20 e 28 de dezembro de 1943. Considera-se essa ação uma das maiores realizações das armas canadenses durante a guerra.